# Wopke Hoekstra
Wopke Bastiaan Hoekstra (ur. 30 września 1975 w Bennekomie w prowincji Geldria) – holenderski polityk i prawnik, członek Stanów Generalnych, w latach 2017–2022 minister finansów, od 2022 do 2023 wicepremier oraz minister spraw zagranicznych, w latach 2020–2023 lider Apelu Chrześcijańsko-Demokratycznego (CDA), od 2023 członek Komisji Europejskiej.

## Życiorys
W 2001 ukończył studia prawnicze na Uniwersytecie w Lejdzie. W latach 1995–1997 studiował również historię na tej uczelni. W 2005 odbył studia podyplomowe typu MBA w szkole biznesowej INSEAD. W latach 2002–2005 pracował w koncernie paliwowym Shell w Niemczech i Holandii, w 2005 był publicystą dziennika „Het Financieele Dagblad”. W 2006 został partnerem w przedsiębiorstwie konsultingowym McKinsey & Company.
Zaangażował się w międzyczasie w działalność polityczną w ramach Apelu Chrześcijańsko-Demokratycznego. Był redaktorem partyjnego czasopisma i członkiem władz tego ugrupowania w Amsterdamie. W 2011 z ramienia CDA zasiadł w wyższej izbie Stanów Generalnych. W 2016 został przewodniczącym komisji programowej partii.
W październiku 2017 objął stanowisko ministra finansów w trzecim rządzie Marka Rutte. W grudniu 2020 został nowym liderem politycznym CDA. Był liderem listy wyborczej chadeków w wyborach w 2021, uzyskując mandat posła do Tweede Kamer.
W styczniu 2022 w kolejnym gabinecie dotychczasowego premiera został wicepremierem oraz ministrem spraw zagranicznych. W sierpniu 2023 na funkcji lidera politycznego chadeków zastąpił go Henri Bontenbal. W następnym miesiącu odszedł z funkcji rządowych w związku z przygotowaniami do objęcia funkcji członka Komisji Europejskiej. W październiku 2023 wszedł w skład KE kierowanej przez Ursulę von der Leyen, w której powierzono mu sprawy klimatu. W 2024 dołączył do nowej Komisji Europejskiej dotychczasowej przewodniczącej (z kadencją od 1 grudnia tegoż roku) jako komisarz ds. klimatu, neutralności emisyjnej i czystego wzrostu.

## Odznaczenia
- Order Księcia Jarosława Mądrego III klasy (2022)[11]